# Bőrfüggelék
A bőrfüggelék vagy az acrochordon (pl.: acrochorda) egy kis jóindulatú daganat, amely elsősorban azokon a területeken képződik, ahol a bőr ráncokat képez (vagy összedörzsölődik), például a nyakon, a hónaljban és az ágyékban. Az arcon is előfordulhatnak, általában a szemhéjakon. Bár 13 mm (1⁄2 hüvelyk) hosszúságú függeléket is láttak már, ezek jellemzően egy rizsszem méretűek. Az acrochordon felülete lehet sima vagy szabálytalan megjelenésű, és gyakran a bőr felszínétől egy húsos száron emelkedik ki, amelyet kocsánynak neveznek. Mikroszkóposan az acrochordon egy fibrovaszkuláris magból áll, néha zsírsejtekkel is, amelyet egy figyelemre méltó felhám borít. A címkéket azonban irritálhatják a borotválkozás, a ruházat, az ékszerek vagy az ekcéma.

## Etiológia
Úgy gondolják, hogy a bőrfüggelékek a bőrnek a bőrhöz való dörzsöléséből származnak, mivel gyakran a bőr ráncaiban és redőiben találhatók. Tanulmányok kimutatták az alacsony kockázatú humán papillomavírusok 6-os és 11-es jelenlétét a bőrcímkékben, utalva a patogenezisükben betöltött lehetséges szerepre, bár egy 2012-es tanulmány nem talált összefüggést a bőrfüggelékek és az alacsony vagy magas kockázatú HPV között. A jelentések szerint az acrochorda előfordulása 46%-os az általános népességben. Úgy gondolják, hogy létezik egy okozati genetikai összetevő. Nőknél is gyakoribbak, mint férfiaknál. Valamikor úgy gondolták, hogy az acrochorda kolorektális polipokhoz kapcsolódik, de a vizsgálatok kimutatták, hogy nincs ilyen kapcsolat. Ritkán Birt–Hogg–Dubé-szindrómával, akromegáliával vagy policisztás petefészek-szindrómával társulhatnak.
A megemelkedett vércukorszint és az inzulin ismeretlen mechanizmuson keresztül összefüggésbe hozható a bőrfüggelékek fokozott előfordulásával.